# أذن الفأر أبيض الأزهار
أذن الفأر أبيض الأزهار (الاسم العلمي: Myosotis albiflora) هو نوع من النباتات يتبع جنس أذن الفأر من الفصيلة الحمحمية.